# デニス・ローレンス
デニス・ウィリアム・ローレンス（Dennis William Lawrencee, 1974年8月1日 - ）は、トリニダード・トバゴ出身の元サッカー選手、サッカー指導者。現役時代のポジションはディフェンダー。現在はトリニダード・トバゴ代表の監督を務めている。

## 経歴
大きな選手の多いトリニダード・トバゴ代表選手の中でもひときわ大きい選手。2006 FIFAワールドカップ大陸間プレーオフバーレーン戦では強烈なヘディングシュートを相手ゴールに叩き込みトリニダード・トバゴ史上初のワールドカップ出場をもたらした。

## 所属クラブ
- ディフェンス・フォースFC 1992-2000
- レクサムAFC 2001-2006
- スウォンジー・シティAFC 2006-2009
  - →  クルー・アレクサンドラFC 2008-2009 （レンタル移籍）
- サン・フアン・ヤブロテ 2009-2010

## 代表歴

### 出場大会
- トリニダード・トバゴ代表
  - 2006年 FIFAワールドカップ・ドイツ大会（グループリーグ敗退）

### 試合数
- 国際Aマッチ 89試合 5得点（2000年-2009年）[2]

| トリニダード・トバゴ代表 | 国際Aマッチ | 国際Aマッチ |
| 年                       | 出場        | 得点        |
| ------------------------ | ----------- | ----------- |
| 2000                     | 16          | 0           |
| 2001                     | 14          | 1           |
| 2002                     | 0           | 0           |
| 2003                     | 5           | 0           |
| 2004                     | 9           | 0           |
| 2005                     | 15          | 3           |
| 2006                     | 11          | 0           |
| 2007                     | 0           | 0           |
| 2008                     | 11          | 1           |
| 2009                     | 8           | 0           |
| 通算                     | 89          | 5           |